# Zlatko Saračević
Zlatko Saračević, właśc. Zlatan Saračević (ur. 5 lipca 1961 w Banja Luce, zm. 21 lutego 2021 w Koprivnicy) – chorwacki piłkarz ręczny. Dwukrotny medalista olimpijski.
Mierzący 188 cm wzrostu zawodnik w barwach Jugosławii był brązowym medalistą igrzysk w Seulu. Osiem lat później, już jako reprezentant Chorwacji, został mistrzem olimpijskim w Atlancie. Z Chorwacją zdobywał także medale mistrzostw świata i Europy.